# Simon Napier-Bell
Simon Napier-Bell (* 22. April 1939 in Ealing, London, England) ist ein britischer Musikmanager, Produzent, Musiker, Komponist und Autor. Zu den Musikern und Bands, mit denen er zusammenarbeitete, gehören The Yardbirds, John’s Children, Marc Bolan, Japan, London, Asia, Ultravox, Boney M., Sinitta, Wham!, Blue Mercedes, Alsou und Candi Staton.

## Leben und Wirken
In jungen Jahren arbeitete Simon Napier-Bell als Musiker und trug sich mit dem Gedanken, Schriftsteller zu werden. 1961 begann er als Filmschnittassistent, später war er auch im Bereich Filmmusik tätig. Bei der Musik für den Film What’s new, Pussycat (1965) arbeitete er mit Burt Bacharach zusammen.
1966 schrieb Napier-Bell den englischen Text für Dusty Springfields ersten Nummer-1-Hit You Don't Have to Say You Love Me. Im gleichen Jahr wurde er Manager der Yardbirds, von John’s Children und Marc Bolan.
1968 begann Napier-Bell eine erfolgreiche Zusammenarbeit mit dem Musikproduzenten Ray Singer. Zu den von ihnen produzierten Bands und Interpreten zählten The Scaffold (zur Gruppe gehörte Paul McCartneys Bruder Mike McGear), Peter Sarstedt und Forever More (aus denen später die Average White Band wurde). In Australien produzierte Napier-Bell Alison McCallum, Bobbi Marchini und John Paul Young, in Spanien Júnior (mit dem er 1973 den spanischen Superhit Perdóname hatte).
1976/77 übernahm Napier-Bell das Management der Bands Japan und London. 1981 schrieb er sein erstes Buch You Don’t Have To Say You Love Me über seine Erfahrungen im Musikgeschäft der 1960er.
1983 wurde er zusammen mit Jazz Summers Manager der bereits erfolgreichen Popgruppe Wham!. Napier-Bell organisierte mit Wham! 1985 das erste Konzert überhaupt einer westlichen Popband in China.
In der zweiten Hälfte der 1980er managte Napier-Bell u. a. Blue Mercedes, Boney M. und C. C. Catch. Zusammen mit 'Sir' Harry Cowell übernahm er 1992 das Management der einst erfolgreichen Bands Asia und Ultravox.
2000 erreichte Napier-Bell mit der russischen Sängerin Alsou den zweiten Platz beim Eurovision Song Contest. 2001 erschien sein zweites Buch Black Vinyl White Powder über das Musik-Business. Ab 2002 war er in Russland mit der Gruppe Smash!! erfolgreich, einem Popduo mit Ähnlichkeit zu Wham!. 2005 kam Napier-Bells drittes Buch I’m Coming To Take You To Lunch heraus, in dem er erzählt, wie er Wham! nach China brachte.
Seit 2007 lebt Simon Napier-Bell überwiegend in Thailand. Er ist weiterhin im Musikgeschäft aktiv.